# Grzegorz Sandomierski
Grzegorz Sandomierski (Białystok, 5. rujna 1989.) bivši je poljski nogometaš i reprezentativac koji je igrao na poziciji vratara.
U ljeto 2013. godine Sandomierski dolazi na jednogodišnju posudbu u Dinamo iz belgijskog Genka.

## Priznanja

### Klupska
Jagiellonia Białystok
- Poljski kup (1): 2009./10.
- Poljski superkup (1): 2010.

Dinamo Zagreb
- 1. HNL (1): 2013./14.

Zawisza Bydgoszcz
- Poljski superkup (1): 2014.

CFR Cluj
- Liga I (2): 2019./20., 2020./21.
- Rumunjski superkup (1): 2020.

## Vanjske poveznice
- Grzegorz Sandomierski na hnl-statistika.com
- (polj.) Grzegorz Sandomierski na 90minut.pl
- (engl.) Grzegorz Sandomierski na football-lineups.com